# Kogleaks (Schoenoplectus)
 Ikke at forveksle med Bolboschoenus, Scirpus og Trichophorum.
Kogleaks (Schoenoplectus) er en slægt med ca. 10 arter, der er udbredt på alle kontinenter undtagen Antarktis. Det er bestanddannende, næsten bladløse planter, der består af oprette stængler. De er runde forneden, men ovale eller trekantede i tværsnit foroven. Stænglerne er marvfyldte med talrige luftfyldte kanaler, der forløber fra spidsen og ud i jordstænglerne. Ved spidsen af stænglen findes en sidestillet stand af brune småaks. Et enkelt opret dækblad danner en tilsyneladende forlængelse af stænglen.
| Beskrevne arter |

- Søkogleaks (Schoenoplectus lacustris)
- Blågrøn kogleaks (Schoenoplectus tabernaemontani)

| Andre arter |

- Schoenoplectus acutus
- Schoenoplectus americanus
- Schoenoplectus californicus
- Schoenoplectus chuanus
- Schoenoplectus hallii
- Schoenoplectus jingmenensis
- Schoenoplectus juncoides
- Schoenoplectus litoralis
- Schoenoplectus monocephalus
- Schoenoplectus mucronatus
- Schoenoplectus pseudoarticulatus
- Schoenoplectus pungens
- Schoenoplectus subulatus
- Schoenoplectus supinus
- Schoenoplectus triqueter